# Philonotis incana
Philonotis incana là một loài rêu trong họ Bartramiaceae. Loài này được Taylor H. Rob. mô tả khoa học đầu tiên năm 1977.